# Neta (Automarke)
 Neta (chinesisch 哪吒, auch Nezha) ist eine Automarke für Fahrzeuge mit Elektroantrieb. Es ist die einzige Marke des im Jahr 2014 gegründeten chinesischen Automobilherstellers Hozon Auto. Das Unternehmen konzentriert sich auf das Niedrigpreissegment. Absatzmarkt ist hauptsächlich im asiatischen Raum, das Unternehmen plant aber den weltweiten Absatz seiner Modelle. Im Juni 2025 leitete Hozon Auto ein Insolvenzverfahren ein.

## Modelle

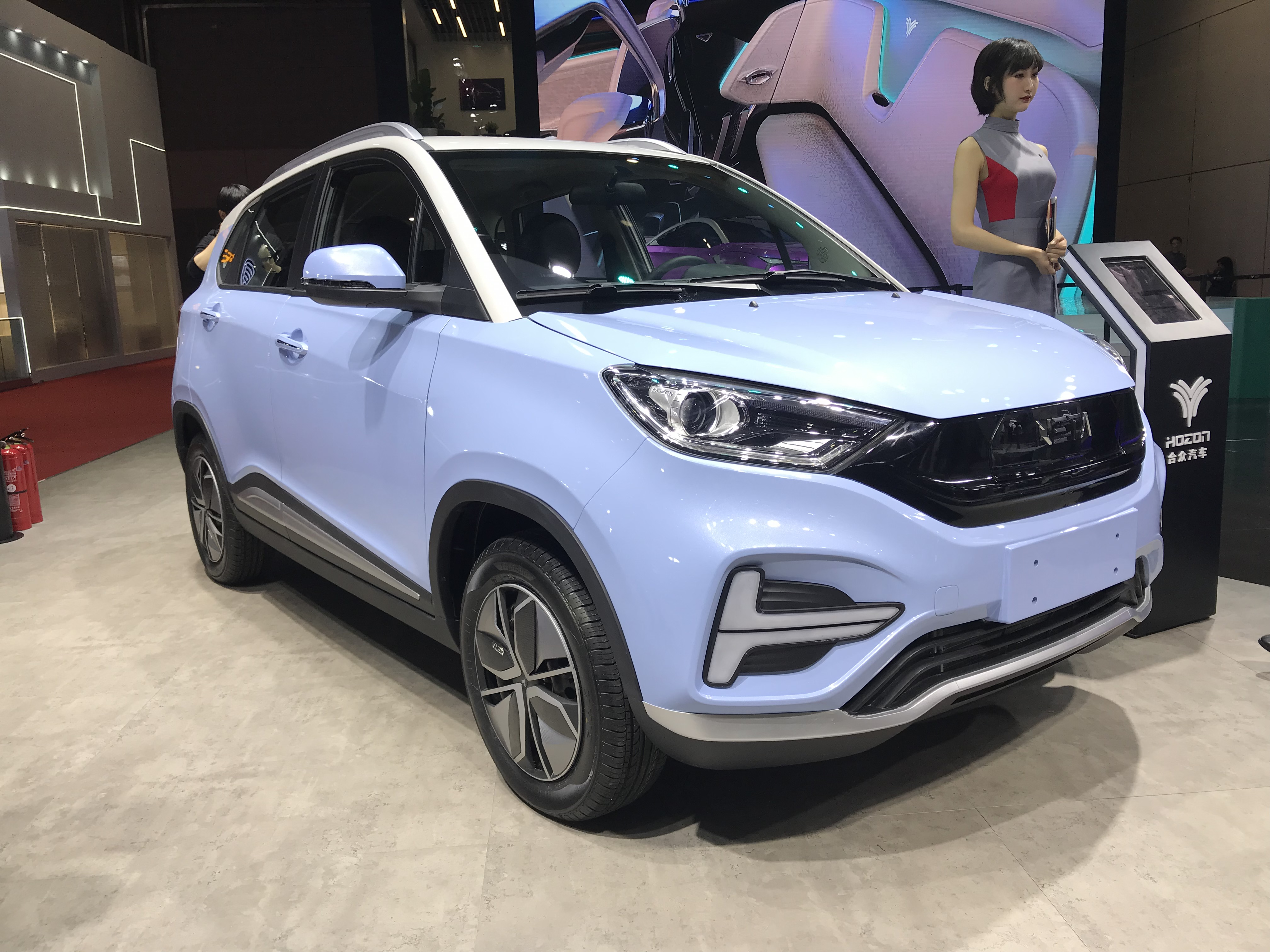
Neta N01

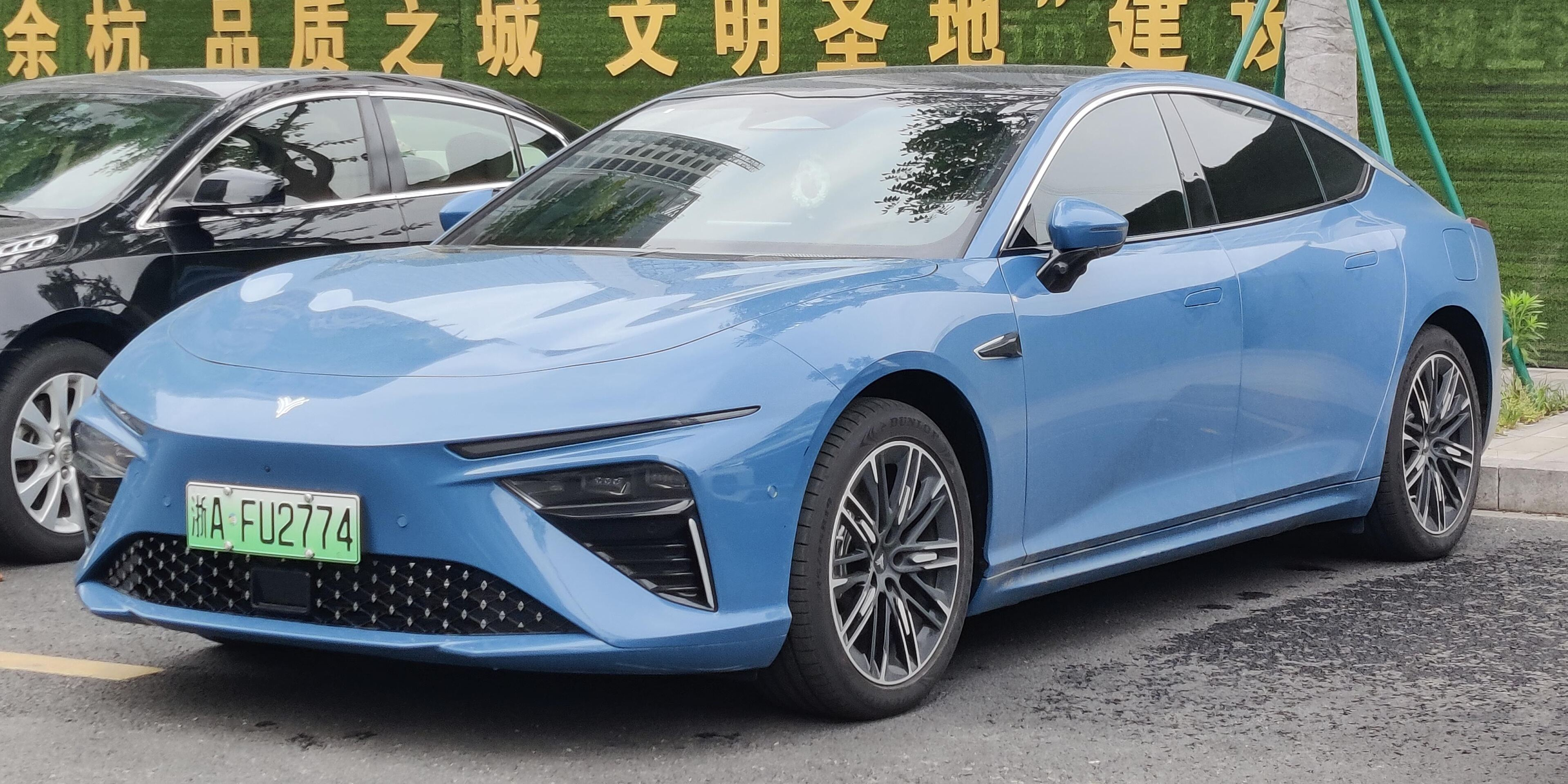
Neta S

Das erste Modell Neta N01 kam 2018 auf den Markt. Es war ein kompakter SUV, der nur bis 2020 produziert wurde.
Ein weiteres Modell ist der 2019 eingeführte Neta X, ein mittelgroßes SUV. Weitere Modelle sind der Neta S, der Neta GT, der Neta L und der Neta Aya.

## Antrieb
Die Fahrzeuge von Neta haben einen Elektroantrieb, basierend auf der eigens vom Unternehmen entwickelten Shanhai-Plattform. Einige Modelle sind neben der rein elektrisch angetriebenen Variante auch als Hybridelektrokraftfahrzeug mit zusätzlichem Verbrennungsmotor für mehr Reichweite erhältlich.

## Produktion
Neben dem Hauptsitz in Shanghai gibt es weitere Produktionswerke in Malaysia und Thailand. Ein Werk in Indonesien befindet sich im Aufbau.